# Mitridat III. Partski
Mitridat III. Partski je bio vladarom Partskog Carstva. Vladao je od 57. pr. Kr. do 54. pr. Kr. zajedno s bratom Orodom. Oko 57. pr. Kr. on i brat su ubili oca, Fraata III. i tako došli na vlast. Mitridat je postao kraljem Medije te je vodio rat protiv svog brata. Uskoro je bio svrgnut zbog svoje okrutnosti. Utočište je našao kod rimskog prokonzula Sirije Aula Gabinija. Prodrio je u Mezopotamiju, no porazio ga je kod Seleucije Orodov general Surena, pa je izbjegao u Babilon te nakon duge opsade Orod ga je zarobio i ubio 54. g. pr. Kr.
Mitridat III. je kovao svoj novac u kovnici u Nisi. Na naličju tog novčića bio je lik strijelca koji drži luk, a poviše njega napis na grčkom ΒΑΣΙΛΕΩΣ ΒΑΣΙΛΕΩΝ ΑΡΣΑΚΟΥ ΜΕΓΑΛΟΥ ΘΕΟΥ ΕΥΠΑΤΩΡ[ΟΣ] ΚΑΙ ΦΙΛΕΛΛΗΝΟΣ (kralj kraljeva, veliki Aršak, dobri bog otac i prijatelj Grka).